# Ayrk
Ayrk (in armeno Այրք?) è un comune dell'Armenia di 471 abitanti (2009) della provincia di Gegharkunik.